# Kalvehavebanen
Kalvehavebanen (KB) var en dansk privatbane mellem Vordingborg og Kalvehave (1897–1959). Den udgik oprindeligt fra Vordingborgs første station Masnedsund og hed derfor i de første år Masnedsund-Kallehave Banen (MKB).

## Historie
Da Sydbanen var anlagt længere mod vest mellem Næstved og Vordingborg og tanken om at forlænge Østsjællandske Jernbane fra Faxe til Præstø og Kalvehave ikke var blevet til noget, stod det klart, at Kalvehave og Møn ikke ville få jernbaneforbindelse fra nord. Så i 1890'erne voksede ønsket om en forbindelse med Vordingborg. Banen fra Kalvehave over Skovhuse til Vordingborg og Masnedsund var med i den store jernbanelov fra 1894.
Ved åbningen af Storstrømsbroen og den nye Masnedsundbro i 1937 blev den ny Vordingborg Station taget i brug, og Masnedsund Station mistede sin betydning, men KB kørte stadig via den til den ny station, hvilket var besværligt, fordi man skulle skifte retning (rebroussere). 28. maj 1948 blev der indviet et nyt spor uden om byen mellem den ny Vordingborg Station og Slotsstationen. Banearealerne mellem Masnedsund og Slotsstationen blev solgt.

## Strækningsdata
- Åbnet: 1. oktober 1897
- Længde: 21,1 km – fra (den ny) Vordingborg Station
- Enkeltsporet
- Sporvidde: 1.435 mm
- Skinnevægt: 22,7 kg/m i grusballast, i 1959 22,45/24,39/30 kg/m
- Maks. hastighed: 70 km/t
- Nedlagt: 31. marts 1959

## Standsningssteder
Km er angivet fra Masnedsund. Fra (den ny) Vordingborg Station var afstandene et par hundrede meter længere.
- Masnedsund station i km 0,0 med egen perron, en lille drejeskive og en lille enkeltsporet remise umiddelbart øst for statsbanestationen på Sydbanen. DSB varetog billetsalg og rejsegodsekspedition.
- Vordingborg Slotsstation i km 1,6.
- Vintersbølle trinbræt i km 4,0 fra 15. maj 1927 (kun om sommeren), fra 1. marts 1930 hele året og omdøbt til Florke trinbræt.
- Nyråd station i km 5,2.
- Bakkebølle trinbræt med sidespor i km 6,9.
- Vestenbæk trinbræt i km 8,4 fra 1953, hovedsagelig brugt af flyversoldaterne på radarvarslingsanlægget nord for Stensved.
- Stensved station i km 9,5 med krydsnings/læssespor.
- Stivænge trinbræt i km 10,3 fra 1953 på banens højeste punkt 63,3 m o.h.
- Skovhuse trinbræt i km 11,5 fra 1949.
- Langebæk station i km 13,1 lå 1½ km nordvest for Langebæk, så der opstod den særskilte bebyggelse Langebæk Stationsby.
- Stålvænge trinbræt i km 15,5 fra 1948.
- Viemose station i km 17,2 med 85 m læssespor, dræsineskur fra 1911.
- Kalvehave station i km 20,5 med hovedkontor, maskindepot, værksted og depotspor.
- Kalvehave Færgebro i km 20,9 med dampskib til Stege, senere færge til Koster indtil Dronning Alexandrines Bro blev indviet i 1943.

### Bevarede stationsbygninger
Vordingborg Slotsstation blev revet ned ret hurtigt efter nedlæggelsen af banen. Stensved Station blev senere nedrevet for at give plads til et butikstorv.
- Vordingborg remise: Volmersgade 31
- Nyråd: Nyråd Stationsvej 5
- Langebæk: Langebæk Stationsvej 22
- Viemose: Viemose Gade 39
- Kalvehave: Strandvej 8

## Driften
En væsentlig del af banens godstrafik var transit til Møn. Sukkerroer var et stort aktiv for banen, men svigtede i dens sidste år. Banen havde overskud frem til 1919, dereftër underskud i 1920'erne og 1930'erne, igen overskud fra Besættelsen til 1953, hvorefter der kom voksende underskud. I 1950-51 drøftede man, om man ved at forlænge Næstved-Præstø-Mern Banen 4-5 km til Langebæk kunne redde i hvert fald den østlige del af KB og forbindelsen med Møn.

## Strækninger hvor banetracéet er bevaret
Af banens tracé på 21 km er 5½ km bevaret. Ved nedlæggelsen af banen i 1959 besluttede Vordingborg Byråd at bevare de 4 km mellem Vordingborg og Bakkebølle, som nu udgør Bakkebøllestien.
- Kalvehavebanens spor fra Masnedsund grener fra th.
- Nordhavnsstien starter ved Færgegårdsvej i Vordingborg
- Bakkebøllestien passerer det tidligere trinbræt Vintersbølle/Florke
- Bakkebøllestien er asfalteret gennem Nyråd til Vintersbølle Skole
- Bakkebøllestien set mod nordvest fra dens slutning ved Lergravvej
- Gennem Viemose Skov